# Igreja de Santa Cruz (Ribeiras)

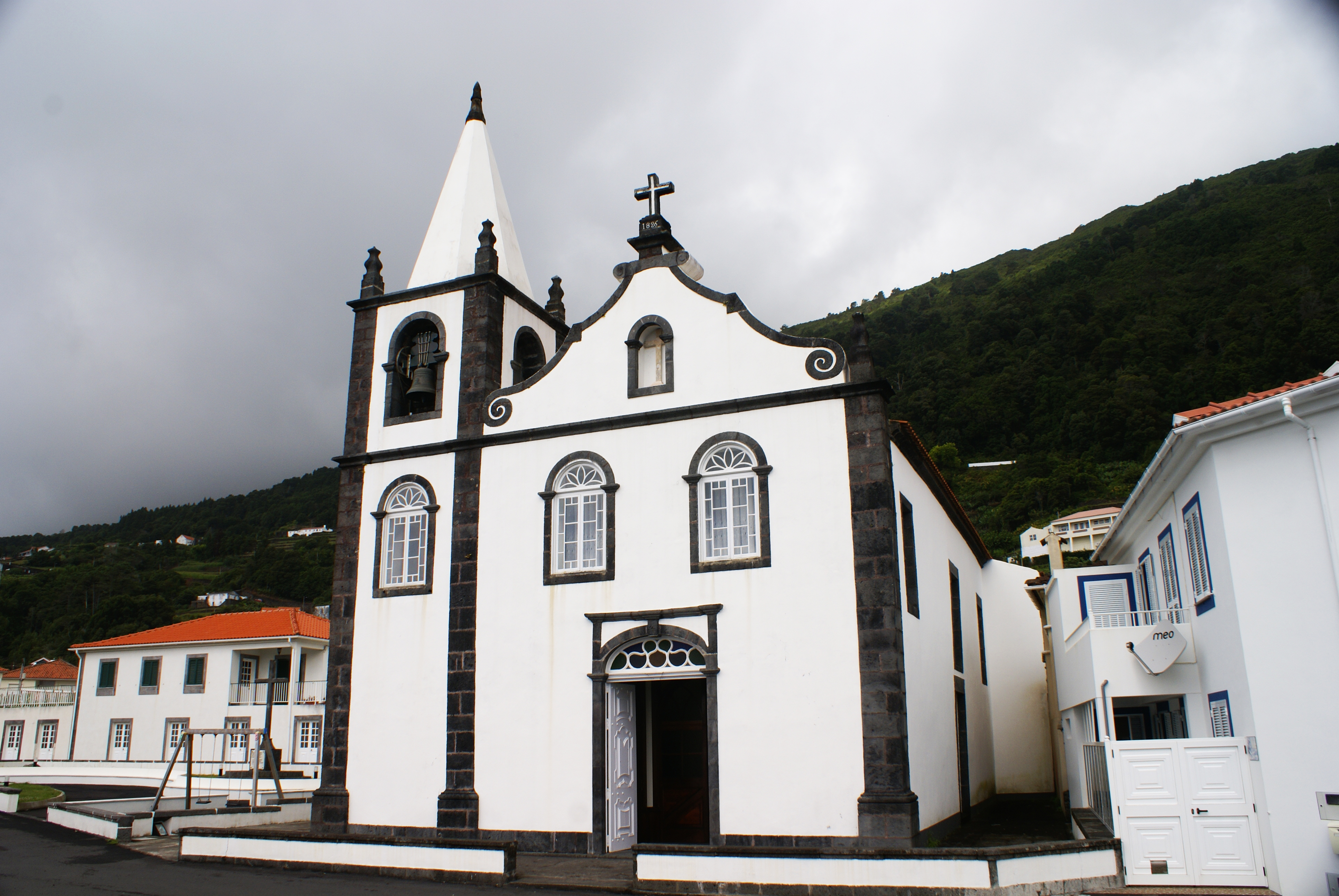
Igreja de Santa Cruz das Ribeiras, fachada.

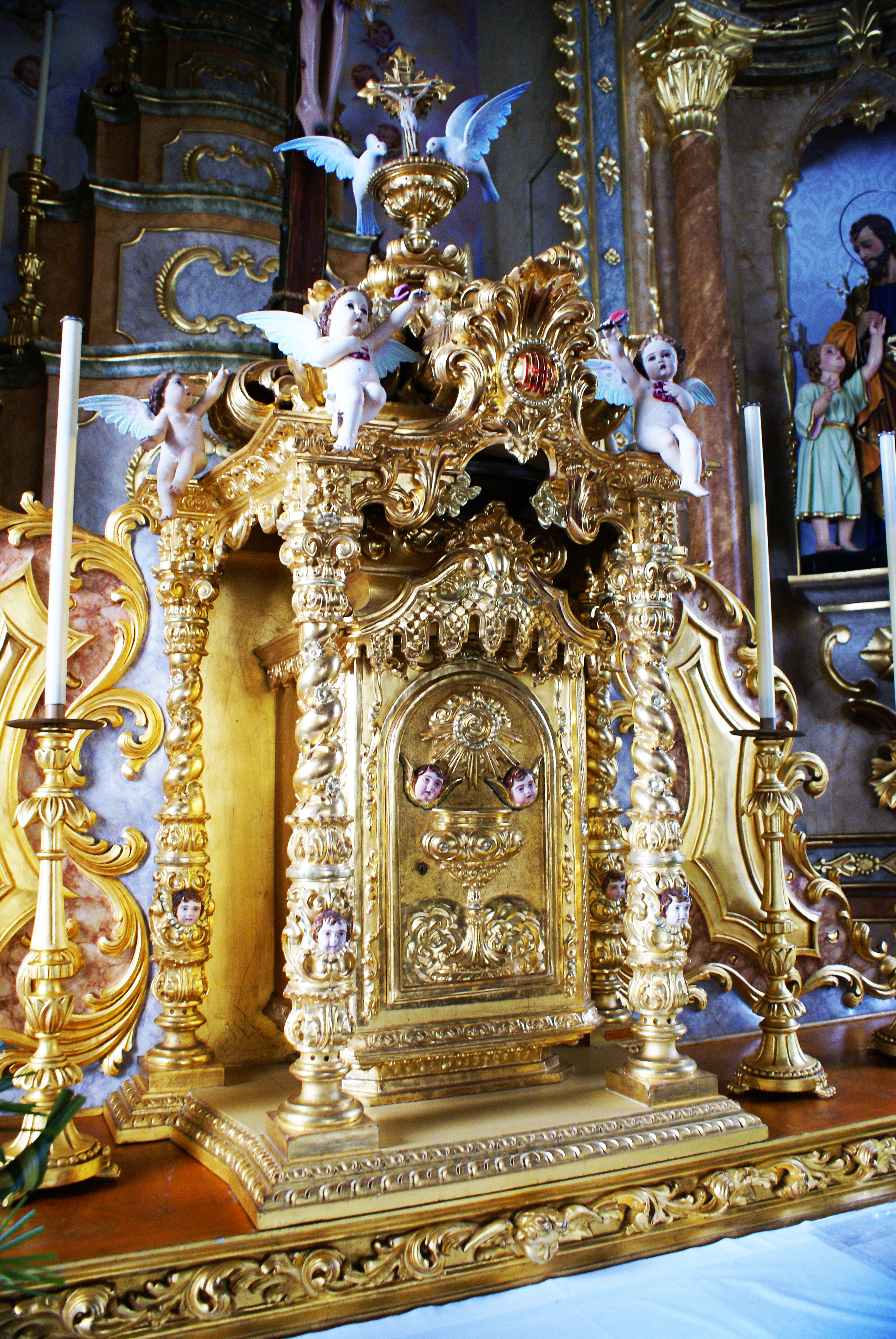
Igreja de Santa Cruz das Ribeiras, Sacrário.

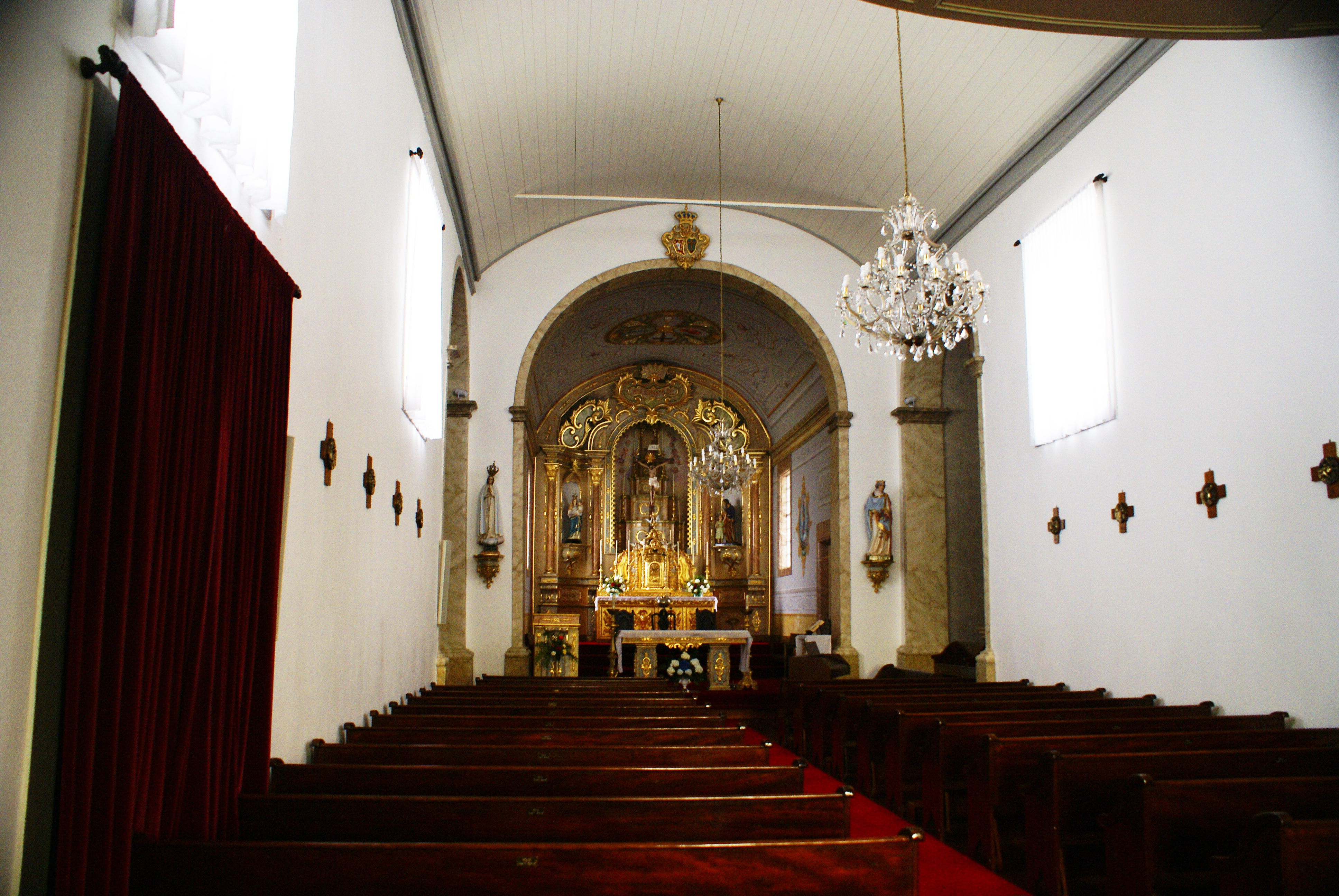
Igreja de Santa Cruz das Ribeiras, nave.

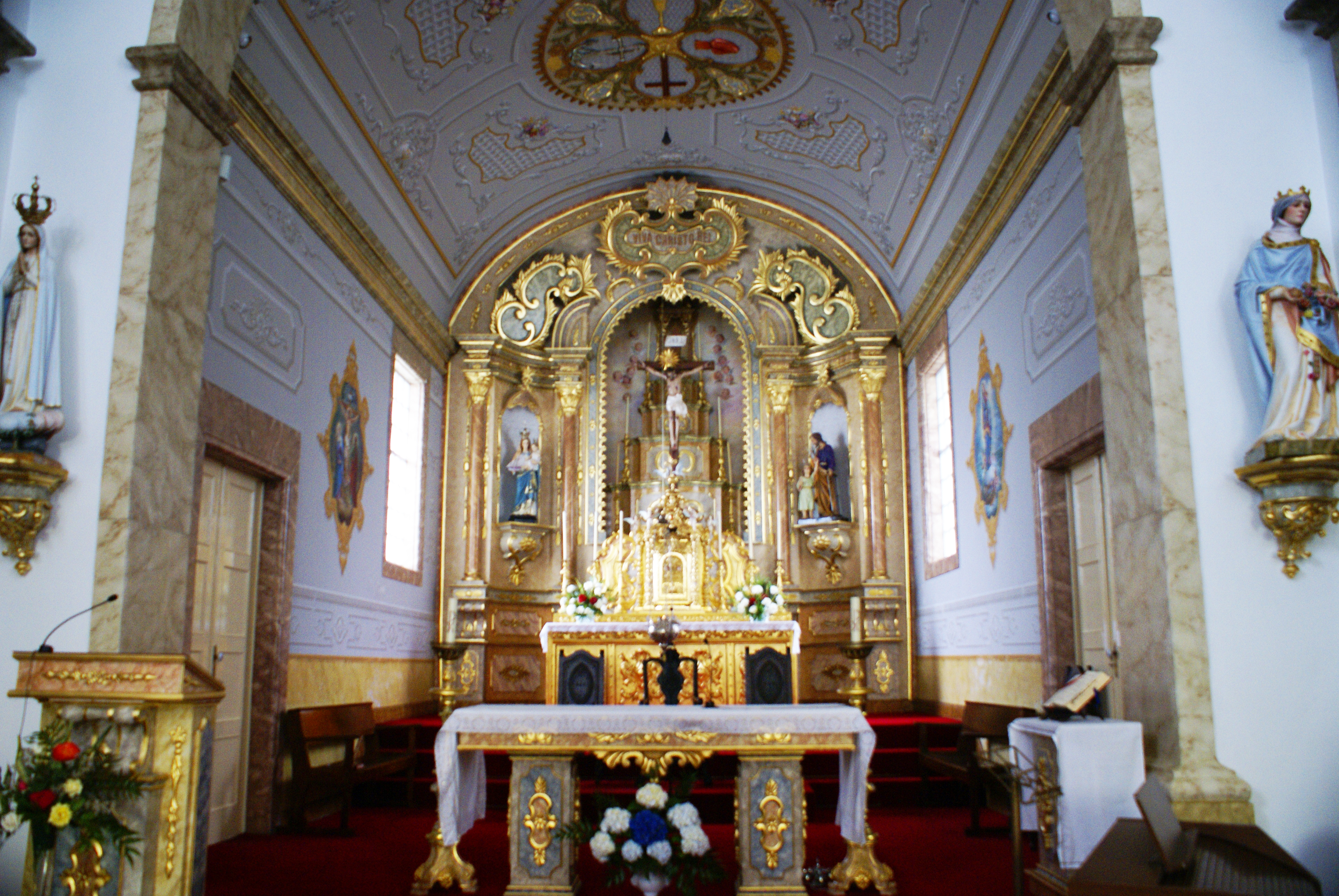
Igreja de Santa Cruz das Ribeiras, altar-mor.

A Igreja de Santa Cruz é uma igreja católica portuguesa localizada em Ribeiras, concelho de Lajes do Pico, na ilha açoriana do Pico.
Esta igreja que se encontra situada na paróquia deniminada de Santa Cruz das Ribeiras, era primitivamente uma pequena ermida construída pelos marítimos para recolher junto do lugar uma modesta imagem de Jesus Cristo crucificado, encontrada no mar segundo uma tradição local. O referido crucifixo depressa se tornou alvo de uma grande devoção, ficando o mesmo com o nome de Senhor Jesus Milagroso. Foi tal a importância da imagem que os  marítimos, em 1871, estavam reunidos numa confraria do Bom Jesus, com fundos para assistirem à conservação e embelezamento do modesto templo. Daí o nome de Santa Cruz das Ribeiras dado ao lugar e ao porto respectivo, conhecido por Cais de Santa Cruz.
Já no ano de 1871 este templo guardava o santíssimo sacramento no respectivo altar-mor, dele saindo aos enfermos da região.
Perto da Igreja de Santa Cruz residia o cura de Santa Bárbara, igreja paroquial de Santa Cruz das Ribeiras, o qual nela celebrava nos dias santificados. Com os tempos, a mesma Igreja de Santa Cruz seria aumentada, passando a construir paróquia independente e com vigário próprio. Ainda assim, é pequena, de uma só nave e três altares. Dispõe de magnificas alfaias oferecidas pelos paroquianos.
A imagem do Jesus é, realmente, antiquíssima.

## Galeria

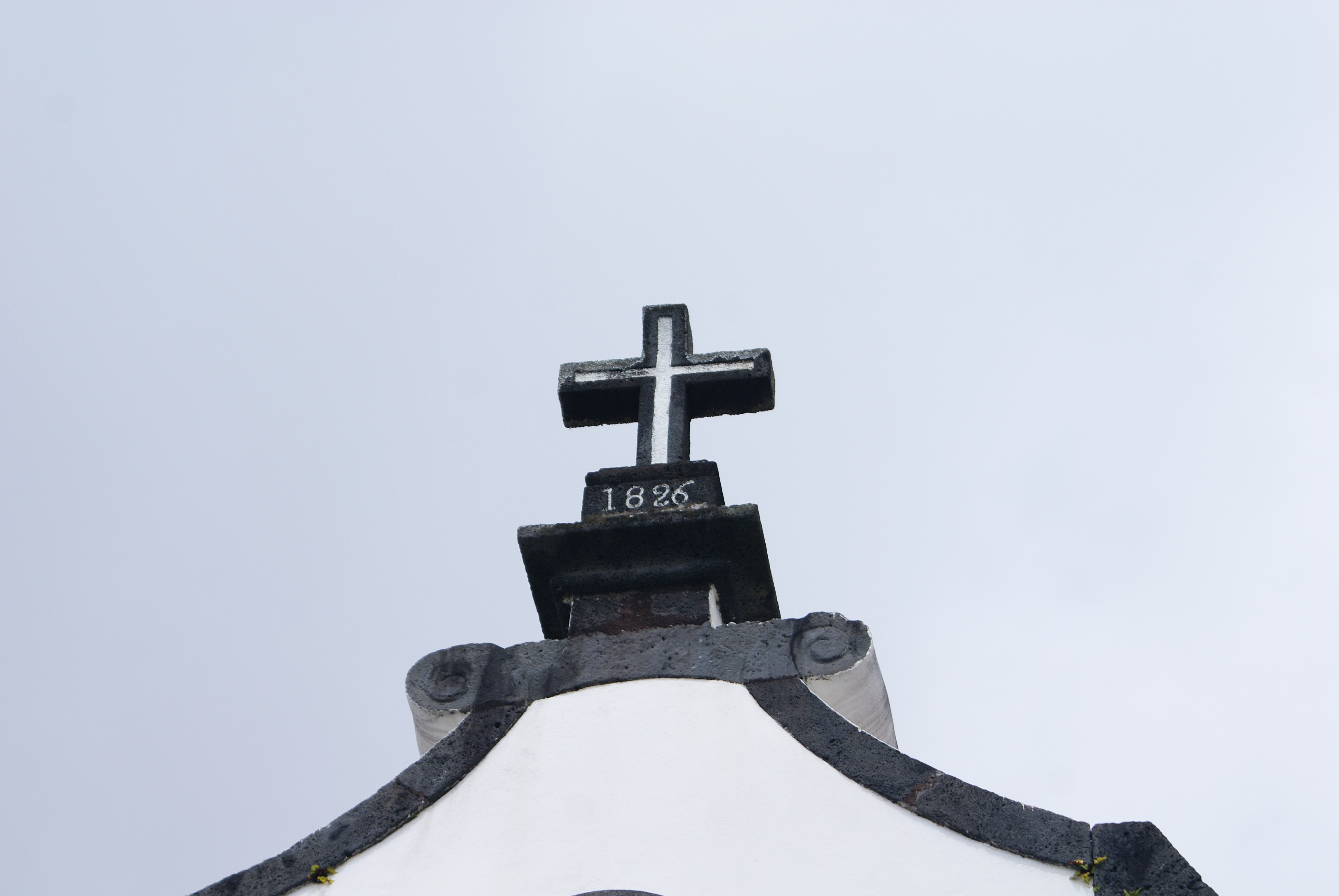
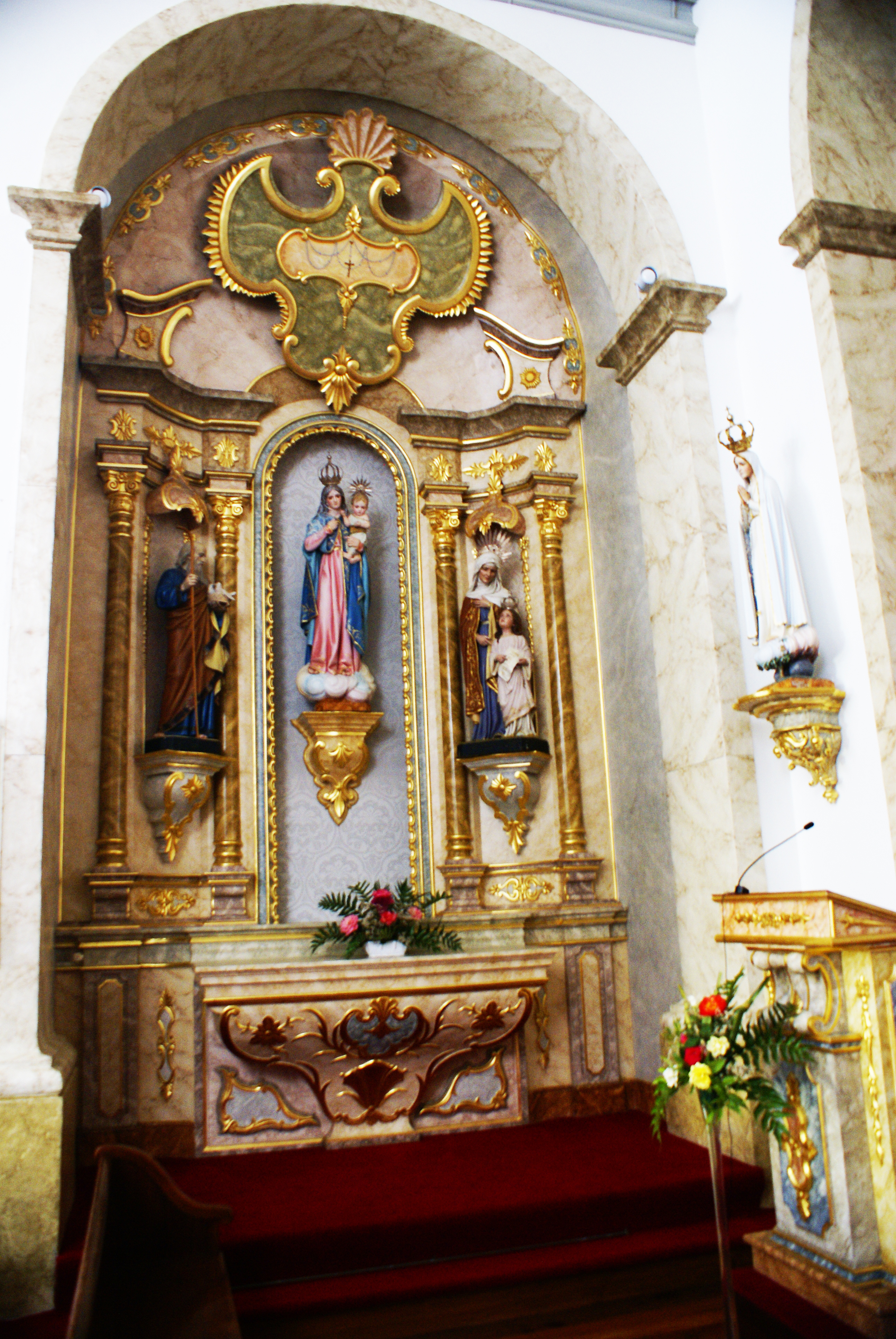
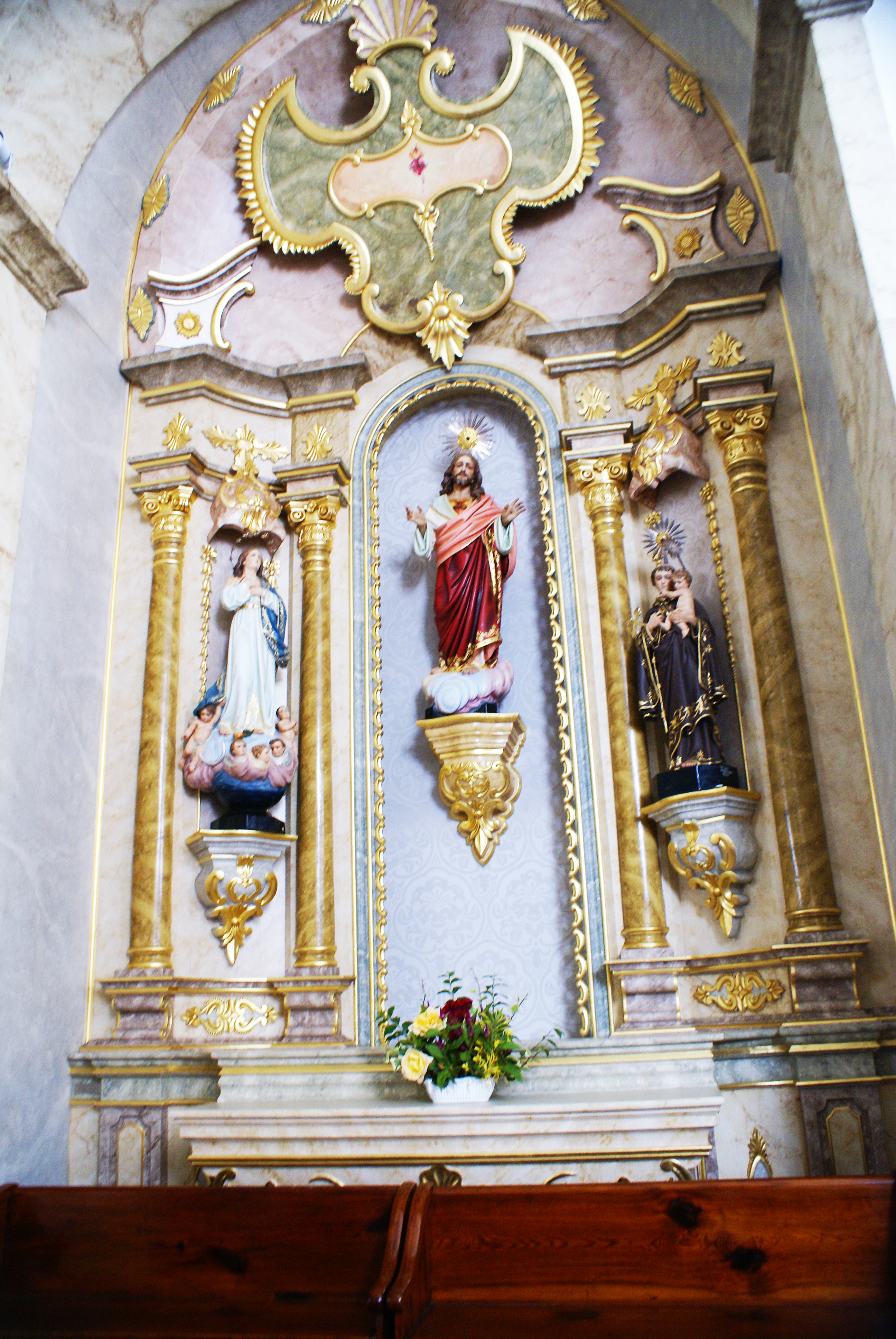